# Amary Ngoné Sobel Fall
Pour les articles homonymes, voir Amary Ngoné et Fall.
Amary Ngoné Sobel – ou Amary Ngoné Sobel Fall – (Amari Ngóone Sobel en wolof) est le deuxième damel du Cayor, un ancien royaume sur le territoire de l'actuel Sénégal. Il a brisé la vassalité du Cayor du grand empire du Djolof. Il porte alors le nom de damel, ce qui signifie en langue wolof « celui qui a brisé [la dépendance] ». Il règne pendant 44 ans, de 1549 à 1593. 
Amari Ngoné était le fils de Lamane Déthiéfou Ndiogou Fall et de Ngoné Sobel Ndiaye (fille de la princesse sérère Linguère  Sobel Diouf, descendant de Maad Ndaah Ndiémé Diouf, roi du Laah (ou Lâ). Baol)). Manguinak Diouf est un cousin d'Amari Ngoné. Il accompagna Amari Ngoné à la bataille de Danki (en) (1549) et l'aida à vaincre le roi de Jolof. Pour son aide, Manguinak Diouf a été nommé « Ber Jak » de Cayor (équivalent du Premier ministre) par son cousin Damel Amari Ngoné. La famille royale Fall retrace sa descendance de la famille royale Diouf de Baol, beaucoup plus âgée,.
 

## Postérité
Amari Ngoné régna sur le Cayor pendant 44 ans. À sa mort en 1595 il fut remplacé, dans le Kayor, par  Massamba Tako, 3e Damel, et, dans le Baol, par son neveu Mamalik Tioro Ndjingèn, fils de Massamba.